# John Finn
John Finn (* 30. September 1952 in New York City, New York) ist ein US-amerikanischer Schauspieler.

## Leben
Seinen Abschluss machte Finn 1970 an der Eldred Central School in Eldred, New York. Bevor er sich der Schauspielerei zuwandte, unterrichtete er unter anderem in den frühen 1980er Jahren an einer katholischen Privatschule in Los Angeles. In Deutschland wurde er vor allem durch seine Darstellung des Lieutenant John Stillman in der Fernsehserie Cold Case – Kein Opfer ist je vergessen bekannt. Außerdem hatte Finn wiederkehrende Rollen in Fernsehserien wie Dawson’s Creek, Practice – Die Anwälte, Akte X – Die unheimlichen Fälle des FBI, New York Cops – NYPD Blue, Chicago Hope – Endstation Hoffnung, JAG – Im Auftrag der Ehre (als Major Klein) und Navy CIS (als Marine Commandant Charles T. Ellison). Darüber hinaus war Finn in diversen Spielfilmen in Nebenrollen zu sehen.

## Filmografie (Auswahl)

### Filme
- 1984: Der Pate von Greenwich Village (The Pope of Greenwich Village)
- 1988: Im Dschungel der Großstadt (Alone in the Neon Jungle)
- 1988: Blue Jean Cop (Shakedown)
- 1989: Glory
- 1990: Der Harte und der Zarte (Loose Cannons)
- 1990: Mord mit System (A Shock to the System)
- 1990: 24 Stunden in seiner Gewalt (Desperate Hours)
- 1991: Cover Up
- 1992: Am Abgrund (Quicksand: No Escape)
- 1992: Liebling, wie werden wir die Kinder los? (Mario and the Mob)
- 1992: Citizen Cohn – Handlanger des Todes (Citizen Cohn)
- 1993: Ohne Ausweg (Nowhere to Run)
- 1993: Cliffhanger – Nur die Starken überleben (Cliffhanger)
- 1993: Carlito’s Way
- 1993: Die Akte (The Pelican Brief)
- 1994: Wer hat meine Familie geklaut? (Being Human)
- 1994: Explosiv – Blown Away (Blown Away)
- 1995: Mörderische Gefühle (Murderous Intent)
- 1996: City Hall
- 1997: Lethal Invasion – Attacke der Alien-Viren (Invasion)
- 1997: No Night Stand (Trojan War)
- 1997: Turbulence
- 1999: Ein wahres Verbrechen (True Crime)
- 1999: Zugfahrt ins Jenseits (Atomic Train)
- 2000: Das Mercury Projekt (Rocket’s Red Glare)
- 2000: Deadlocked – Die fünfte Gewalt (Deadlocked)
- 2002: Reine Nervensache 2 (Analyze That)
- 2002: Catch Me If You Can
- 2003: Die Stunde des Jägers (The Hunted)
- 2003: Der menschliche Makel (The Human Stain)
- 2006: Property
- 2017: Begabt – Die Gleichung eines Lebens (Gifted)
- 2019: Ad Astra – Zu den Sternen (Ad Astra)

### Fernsehserien
- 1990: Law & Order (Folge 1x08)
- 1992 Matlock (Folgen 6x14 und 6x15)
- 1996: JAG – Im Auftrag der Ehre (JAG, Folge 1x10)
- 1996: Millennium – Fürchte deinen Nächsten wie Dich selbst (Millennium, Folge 1x16)
- 1996–1997: EZ Streets (11 Folgen)
- 1997: Akte X – Die unheimlichen Fälle des FBI (The X-Files, Folge 4x24)
- 1999: Practice – Die Anwälte (The Practice, Folge 4x12)
- 2001: Nash Bridges (Wettlauf mit dem Tod, Folge 1x07)
- 2003–2010: Cold Case – Kein Opfer ist je vergessen (Cold Case, 156 Folgen)
- 2011: Navy CIS (NCIS, Folgen 9x08–9x09)
- 2012: Homeland (Folge 2x07)
- 2014: Madam Secretary (Folge 1x05)
- 2015: The Blacklist (2 Folgen)
- 2017: Navy CIS (NCIS, Folge 14x18)
- 2019: The Crown (Folge 3x05)
- 2018–2020: The Walking Dead (11 Folgen)